# Otto von Mehringen
Otto von Mehringen (* vor 1220; † 1261) war ein römisch-katholischer Bischof und von 1251 bis 1261 Bischof von Brandenburg. Er gehörte dem Prämonstratenserorden an.

## Leben
Bei der Mutter von Otto von Mehringen handelt es sich um Oda von Mehringen.
Die Weihe von Otto von Mehringen zum Bischof von Brandenburg fand zwischen dem 30. Mai 1251 und dem 14. Februar 1252 statt.
Am 13. Februar 1258 gab er den askanischen Brüdern Johann I. und Otto III., Markgrafen von Brandenburg, die Erlaubnis bei Mariensee, südlich von Angermünde, ein Zisterzienserkloster nach dem Vorbild Lehnins zu errichten. Das Kloster sollte, nach der kürzlich erst beschlossenen dynastischen Teilung der Mark, der Johanneischen Linie fortan als Grablege dienen. Wenige Jahre später wurde das Kloster um einige Kilometer an eine geeignetere Stelle nach Chorin verlegt. Möglicherweise geht auf Otto eine Gesetzgebungstätigkeit zurück, die auch Eingang in Formelsammlungen hielt, aber nicht Otto selbst namentlich nennt.
Die letzte urkundliche Erwähnung von Otto von Mehringen datiert auf den 31. August 1261. Im Laufe des Jahres 1261 verstarb er.

## Siegel
Otto von Mehringen führte ein spitzovales Siegel. Im Siegelfeld befand sich der stehende Bischof. In der rechten Hand hält der Bischof einen Kreuzstab und in der linken Hand den Krummstab. Die Umschrift lautet: † OTTO DEI GRACIA BRANDEBVRGEN EPC.

## Quelle
- Personendatenbank zur Germania Sacra, abgerufen am 29. Juni 2017.
- Germania-sacra, abgerufen am 29. Juni 2017.